# Mary (elefante)
Mary (c. 1894 –13 de septiembre de 1916)  fue un elefante asiático hembra de cinco toneladas. Conocida popularmente como Murderous Mary, actuó en el circo Sparks World Famous Shows. Su popularidad devino tras matar a un entrenador en Kingsport, Tennessee, siendo linchada y colgada en la cercana localidad de Erwin en 1916. Su muerte es a veces interpretada como un ejemplo de abuso animal en los circos a principios del siglo XX.

## La muerte de Red Eldridge
El 11 de septiembre de 1916, un vagabundo llamado Red Eldridge, sin experiencia, fue contratado como ayudante del entrenador de elefantes del circo Sparks World Famous Shows. Este hombre fue asesinado por Mary en el condado de Sullivan, Tennessee, en el anochecer del día siguiente. Eldridge dirigió el desfile de los elefantes, a pesar de no estar cualificado para la tarea, montando en la parte superior de la espalda de Mary; Mary era la estrella del espectáculo, desfilando delante. Ha habido varios relatos de su muerte. Uno, narrado por W.H. Coleman quién afirmó ser un testigo, es que él tiró hacia atrás la oreja de la elefanta con un gancho después de que se agachara a coger una corteza de sandía. Mary se enfureció, golpeando a Eldridge con su trompa, le echó en un bebedero y pisó su cabeza, aplastándolo.
Un artículo contemporáneo del diario Johnson City Staff, dijo que Mary "golpeó con su trompa sobre el cuerpo de Eldrige, elevándolo 10 pies en el aire, entonces lo lanzó con furia... Y con la fuerza de su furia animal hundió su gigante colmillo enteramente a través de su cuerpo. El animal entonces pisoteó el cuerpo muerto de Eldridge como si buscara un triunfo asesino, entonces con un repentino... giro de su pie lanzó su cuerpo a la multitud". (Recuérdese que los elefantes hembra no tienen colmillos).

## Ejecución
Los detalles de las consecuencias están confusos en un laberinto de historias contadas en los diarios sensacionalistas y el folclore. La mayoría de los relatos indican que se amansó después y no cargó contra los espectadores, quienes clamaron: "¡Matad al elefante! ¡Vamos a matarlo!"  En cuestión de minutos, el herrero local, Hench Cox, intentó matar a Mary, disparando cinco veces con poco efecto. Entretanto, los dirigentes de varias ciudades cercanas amenazaron con no dejar al circo visitarlas si Mary estaba incluida.
El dueño de circo, Charlie Spark, a regañadientes decidió que el único modo de resolver rápidamente la ruinosa situación era matar públicamente a la elefanta. Al día siguiente, un 13 de septiembre lluvioso y con niebla, Mary fue transportada por tren al Condado de Unicoi, donde una multitud de más de 2.500 personas (incluyendo a la mayoría de los niños de la ciudad) se reunió en el patio del ferrocarril.
La elefanta fue colgada por el cuello de una grúa industrial montada entre las cuatro en punto y las cinco en punto de esa tarde. El primer intento resultó en que la cadena se rompió, causando que Mary cayera rompiéndose la cadera y docenas de niños huyeron aterrados. La elefanta gravemente herida fue muerta en un segundo intento y a continuación enterrada junto a las vías. Un veterinario examinó a Mary después del ahorcamiento y determinó que tenía un diente severamente infectado en el sitio preciso donde Red Eldridge la había enganchado. A pesar de que la autenticidad de una foto de su muerte ampliamente distribuida (y fuertemente retocada) fue discutida años más tarde por la revista Argosy, otras fotografías tomadas durante el evento confirman su procedencia.